# Município de Vernon (condado de Crawford, Ohio)
O município de Vernon (em inglês: Vernon Township) é um município localizado no condado de Scioto no estado estadounidense de Ohio. No ano de 2010 tinha uma população de 2.129 habitantes e uma densidade populacional de 23,28 pessoas por km².

## Geografia
O município de Vernon encontra-se localizado nas coordenadas 38° 43′ 20″ N, 82° 45′ 03″ O. Segundo a Departamento do Censo dos Estados Unidos, o município tem uma superfície total de 91.44 km², da qual 91,07 km² correspondem a terra firme e (0,4 %) 0,36 km² é água.

## Demografia
Segundo o censo de 2010, tinha 2.129 habitantes residindo no município de Vernon. A densidade populacional era de 23,28 hab./km². Dos 2.129 habitantes, o município de Vernon estava composto pelo 97,89 % brancos, o 0,05 % eram afroamericanos, o 0,47 % eram amerindios, o 0,05 % eram asiáticos, o 0,23 % eram de outras raças e o 1,32 % eram de uma mistura de raças. Do total da população o 0,75 % eram hispanos ou latinos de qualquer raça.